# Puchar Świata w biathlonie 1986/1987
Puchar Świata w biathlonie 1986/1987 to 10. sezon w historii tej dyscypliny sportu. Pierwsze zawody odbyły się 17 grudnia 1986 r. w austriackim Hochfilzen, zaś sezon zakończył się 15 marca 1987 w norweskim Lillehammer. Najważniejszą imprezą sezonu były mistrzostwa świata w Lake Placid/Lahti.
Wśród mężczyzn triumf odniósł Frank-Peter Roetsch z NRD. Drugie miejsce zajął Fritz Fischer z RFN, a trzecie miejsce zajął Jan Matouš z Czechosłowacji. W Pucharze Narodów triumfowali zawodnicy NRD.
W klasyfikacji generalnej pań zwyciężyła Szwedka Eva Korpela, która wyprzedziła dwie Norweżki: Anne Elvebakk i Sannę Grønlid.

## Kalendarz
- Hochfilzen – 17 - 21 grudnia 1986
- Borowec – 8 - 11 stycznia 1987
- Anterselva – 15 - 18 stycznia 1987
- Ruhpolding – 22 - 25 stycznia 1987
- Lake Placid – 12 - 15 lutego 1987 (MŚ mężczyźni)
- Lahti – 25 - 28 lutego 1987 (MŚ kobiety)
- Canmore – 19 - 22 marca 1987
- Lillehammer – 12 - 15 marca 1987

## Mężczyźni

### Wyniki
| 1. Hochfilzen, 17.12.1986 – 21.12.1986 | 1. Hochfilzen, 17.12.1986 – 21.12.1986 | 1. Hochfilzen, 17.12.1986 – 21.12.1986                                          | 1. Hochfilzen, 17.12.1986 – 21.12.1986                                   | 1. Hochfilzen, 17.12.1986 – 21.12.1986                                 |
| Data                                   | Konkurencja                            | miejsce                                                                         | miejsce                                                                  | miejsce                                                                |
| -------------------------------------- | -------------------------------------- | ------------------------------------------------------------------------------- | ------------------------------------------------------------------------ | ---------------------------------------------------------------------- |
| 17 grudnia 1986                        | Bieg indywidualny (20 km)              | Walerij Miedwiedcew                                                             | František Chládek                                                        | Aleksandr Popow                                                        |
| 20 grudnia 1986                        | Sprint (10 km)                         | Roger Westling                                                                  | Frank-Peter Roetsch                                                      | Franz Schuler                                                          |
| 21 grudnia 1986                        | Sztafeta (4 × 7,5 km)                  | ZSRR Dmitrij Wasiljew · Aleksandr Popow · Walerij Miedwiedcew · Andriej Zienkow | NRD Jürgen Wirth · Frank-Peter Roetsch · Jens Steinigen · André Sehmisch | Norwegia Bjarne Thomassen · Geir Einang · Eirik Kvalfoss · Gisle Fenne |

| 2. Borowec, 8.1.1987 – 11.1.1987 | 2. Borowec, 8.1.1987 – 11.1.1987 | 2. Borowec, 8.1.1987 – 11.1.1987                                                      | 2. Borowec, 8.1.1987 – 11.1.1987                                                | 2. Borowec, 8.1.1987 – 11.1.1987 |
| Data                             | Konkurencja                      | miejsce                                                                               | miejsce                                                                         | miejsce                          |
| -------------------------------- | -------------------------------- | ------------------------------------------------------------------------------------- | ------------------------------------------------------------------------------- | -------------------------------- |
| 8 stycznia 1987                  | Bieg indywidualny (20 km)        | Jan Matouš                                                                            | Fritz Fischer                                                                   | Walerij Miedwiedcew              |
| 10 stycznia 1987                 | Sprint (10 km)                   | Walerij Miedwiedcew                                                                   | Dmitrij Wasiljew                                                                | Fritz Fischer                    |
| 11 stycznia 1987                 | Sztafeta (4 × 7,5 km)            | ZSRR II Dmitrij Wasiljew · Anatolij Żdanowicz · Walerij Miedwiedcew · Aleksandr Popow | ZSRR II Andriej Niepiein · Jurij Kaszkarow · Andriej Zienkow · Siergiej Antonow | Czechosłowacja                   |

| 3. Anterselva, 15.1.1987 – 18.1.1987 | 3. Anterselva, 15.1.1987 – 18.1.1987 | 3. Anterselva, 15.1.1987 – 18.1.1987                                                 | 3. Anterselva, 15.1.1987 – 18.1.1987                                            | 3. Anterselva, 15.1.1987 – 18.1.1987                       |
| Data                                 | Konkurencja                          | miejsce                                                                              | miejsce                                                                         | miejsce                                                    |
| ------------------------------------ | ------------------------------------ | ------------------------------------------------------------------------------------ | ------------------------------------------------------------------------------- | ---------------------------------------------------------- |
| 15 stycznia 1987                     | Bieg indywidualny (20 km)            | Frank-Peter Roetsch                                                                  | Aleksandr Popow                                                                 | Anatolij Żdanowicz                                         |
| 17 stycznia 1987                     | Sprint (10 km)                       | Aleksandr Popow                                                                      | Frank-Peter Roetsch                                                             | Dmitrij Wasiljew                                           |
| 18 stycznia 1987                     | Sztafeta (4 × 7,5 km)                | ZSRR I Dmitrij Wasiljew · Anatolij Żdanowicz · Walerij Miedwiedcew · Aleksandr Popow | ZSRR II Andriej Niepiein · Jurij Kaszkarow · Siergiej Antonow · Andriej Zienkow | NRD Birk Anders · Frank Luck · Jens Steinigen · Maik Dietz |

| 4. Ruhpolding, 22.1.1987 – 25.1.1987 | 4. Ruhpolding, 22.1.1987 – 25.1.1987 | 4. Ruhpolding, 22.1.1987 – 25.1.1987                                     | 4. Ruhpolding, 22.1.1987 – 25.1.1987                                   | 4. Ruhpolding, 22.1.1987 – 25.1.1987 |
| Data                                 | Konkurencja                          | miejsce                                                                  | miejsce                                                                | miejsce                              |
| ------------------------------------ | ------------------------------------ | ------------------------------------------------------------------------ | ---------------------------------------------------------------------- | ------------------------------------ |
| 22 stycznia 1987                     | Bieg indywidualny (20 km)            | Andriej Zienkow                                                          | Fritz Fischer                                                          | Ernst Reiter                         |
| 24 stycznia 1987                     | Sprint (10 km)                       | Fritz Fischer                                                            | Jan Matouš                                                             | Eirik Kvalfoss                       |
| 25 stycznia 1987                     | Sztafeta (4 × 7,5 km)                | RFN Ernst Reiter · Herbert Fritzenwenger · Georg Fischer · Fritz Fischer | NRD Frank Luck · Frank-Peter Roetsch · Matthias Jacob · André Sehmisch | Czechosłowacja                       |

| Mistrzostwa świata Lake Placid, 12.2.1987 – 15.2.1987 | Mistrzostwa świata Lake Placid, 12.2.1987 – 15.2.1987 | Mistrzostwa świata Lake Placid, 12.2.1987 – 15.2.1987                    | Mistrzostwa świata Lake Placid, 12.2.1987 – 15.2.1987                           | Mistrzostwa świata Lake Placid, 12.2.1987 – 15.2.1987                    |
| Data                                                  | Konkurencja                                           | miejsce                                                                  | miejsce                                                                         | miejsce                                                                  |
| ----------------------------------------------------- | ----------------------------------------------------- | ------------------------------------------------------------------------ | ------------------------------------------------------------------------------- | ------------------------------------------------------------------------ |
| 12 lutego 1987                                        | Bieg indywidualny (20 km)                             | Frank-Peter Roetsch                                                      | Josh Thompson                                                                   | Jan Matouš                                                               |
| 14 lutego 1987                                        | Sprint (10 km)                                        | Frank-Peter Roetsch                                                      | Matthias Jacob                                                                  | André Sehmisch                                                           |
| 15 lutego 1987                                        | Sztafeta (4 × 7,5 km)                                 | NRD Jürgen Wirth · Frank-Peter Roetsch · Matthias Jacob · André Sehmisch | ZSRR Dmitrij Wasiljew · Aleksandr Popow · Jurij Kaszkarow · Walerij Miedwiedcew | RFN Ernst Reiter · Herbert Fritzenwenger · Peter Angerer · Fritz Fischer |

| 6. Canmore, 19.3.1987 – 22.3.1987 | 6. Canmore, 19.3.1987 – 22.3.1987 | 6. Canmore, 19.3.1987 – 22.3.1987                                               | 6. Canmore, 19.3.1987 – 22.3.1987                                | 6. Canmore, 19.3.1987 – 22.3.1987                                       |
| Data                              | Konkurencja                       | miejsce                                                                         | miejsce                                                          | miejsce                                                                 |
| --------------------------------- | --------------------------------- | ------------------------------------------------------------------------------- | ---------------------------------------------------------------- | ----------------------------------------------------------------------- |
| 19 marca 1987                     | Bieg indywidualny (20 km)         | Walerij Miedwiedcew                                                             | Matthias Jacob                                                   | André Sehmisch                                                          |
| 21 marca 1987                     | Sprint (10 km)                    | Aleksandr Popow Jurij Kaszkarow                                                 |                                                                  | Peter Angerer                                                           |
| 22 marca 1987                     | Sztafeta (4 × 7,5 km)             | ZSRR Dmitrij Wasiljew · Jurij Kaszkarow · Aleksandr Popow · Walerij Miedwiedcew | NRD Jürgen Wirth · Birk Anders · Jens Steinigen · André Sehmisch | Finlandia Risto Moisejeff · Antero Lähde · Juha Tella · Tapio Piipponen |

| 7. Lillehammer, 12.3.1987 – 15.3.1987 | 7. Lillehammer, 12.3.1987 – 15.3.1987 | 7. Lillehammer, 12.3.1987 – 15.3.1987                                    | 7. Lillehammer, 12.3.1987 – 15.3.1987                              | 7. Lillehammer, 12.3.1987 – 15.3.1987                         |
| Data                                  | Konkurencja                           | miejsce                                                                  | miejsce                                                            | miejsce                                                       |
| ------------------------------------- | ------------------------------------- | ------------------------------------------------------------------------ | ------------------------------------------------------------------ | ------------------------------------------------------------- |
| 12 marca 1987                         | Bieg indywidualny (20 km)             | Matthias Jacob                                                           | Frank-Peter Roetsch                                                | André Sehmisch                                                |
| 14 marca 1987                         | Sprint (10 km)                        | Peter Angerer                                                            | André Sehmisch                                                     | Frank-Peter Roetsch                                           |
| 15 marca 1987                         | Sztafeta (4 × 7,5 km)                 | NRD Jürgen Wirth · Frank-Peter Roetsch · Matthias Jacob · André Sehmisch | Norwegia Geir Einang · Eirik Kvalfoss · Gisle Fenne · Frode Løberg | RFN Ernst Reiter · Franz Wudy · Peter Angerer · Fritz Fischer |

### Klasyfikacje
| Miejsce | Zawodnik            | Punkty |
| ------- | ------------------- | ------ |
| 1.      | Frank-Peter Roetsch | 188    |
| 2.      | Fritz Fischer       | 183    |
| 3.      | Jan Matouš          | 166    |
| 4.      | Walerij Miedwiedcew | 163    |
| 5.      | Aleksandr Popow     | 154    |
| 6.      | André Sehmisch      | 152    |
| 7.      | Matthias Jacob      | 144    |
| 8.      | Eirik Kvalfoss      | 142    |
| 9.      | Ernst Reiter        | 140    |
| 10.     | Dmitrij Wasiljew    | 131    |

| Miejsce | Zawodnik              | Punkty |
| ------- | --------------------- | ------ |
| 11.     | Tapio Piipponen       | 123    |
| 12.     | Anatolij Żdanowicz    | 120    |
| 13.     | Gisle Fenne           | 115    |
| 14.     | Jurij Kaszkarow       | 110    |
| 15.     | Alfred Eder           | 92     |
| 16.     | Georg Fischer         | 90     |
| 17.     | Herbert Fritzenwenger | 84     |
| 18.     | Władimir Weliczkow    | 78     |
| 19.     | Jiří Holubec          | 72     |
| 20.     | Frode Løberg          | 68     |

## Kobiety

### Wyniki
| Mistrzostwa świata Lahti, 25.2.1987 – 28.2.1987 | Mistrzostwa świata Lahti, 25.2.1987 – 28.2.1987 | Mistrzostwa świata Lahti, 25.2.1987 – 28.2.1987           | Mistrzostwa świata Lahti, 25.2.1987 – 28.2.1987   | Mistrzostwa świata Lahti, 25.2.1987 – 28.2.1987    |
| Data                                            | Konkurencja                                     | miejsce                                                   | miejsce                                           | miejsce                                            |
| ----------------------------------------------- | ----------------------------------------------- | --------------------------------------------------------- | ------------------------------------------------- | -------------------------------------------------- |
| 25 lutego 1987                                  | Bieg indywidualny (15 km)                       | Sanna Grønlid                                             | Kaija Parve                                       | Tuija Vuoksialo                                    |
| 27 lutego 1987                                  | Sprint (7,5 km)                                 | Jelena Gołowina                                           | Wieniera Czernyszowa                              | Anne Elvebakk                                      |
| 28 lutego 1987                                  | Sztafeta (3 × 7,5 km)                           | ZSRR Jelena Gołowina · Wieniera Czernyszowa · Kaija Parve | Szwecja Inger Björkbom · Mia Stadig · Eva Korpela | Norwegia Anne Elvebakk · Sanna Grønlid · Siv Lunde |

### Klasyfikacje
| Klasyfikacja generalna |                   |        |
| \| 1. \| Eva Korpela \| ? \| \| 2. \| Anne Elvebakk \| ? \| \| 3. \| Sanna Grønlid \| ? \| \| ... \| \| \| \| 11. \| Petra Schaaf \| ? \| \| 12. \| Lise Meloche \| ? \| \| ... \| \| \| \| 19. \| Tuija Vuoksiala \| ? \| \| ... \| \| \| \| 25. \| Nadeżda Aleksiewa \| ? \| \| ... \| \| \| \| 31. \| Elin Kristiansen \| ? \| |                   |        |
| Miejsce | Zawodniczka       | Punkty |
| 1. | Eva Korpela       | ?      |
| 2. | Anne Elvebakk     | ?      |
| 3. | Sanna Grønlid     | ?      |
| ... |                   |        |
| 11. | Petra Schaaf      | ?      |
| 12. | Lise Meloche      | ?      |
| ... |                   |        |
| 19. | Tuija Vuoksiala   | ?      |
| ... |                   |        |
| 25. | Nadeżda Aleksiewa | ?      |
| ... |                   |        |
| 31. | Elin Kristiansen  | ?      |